# 정금형
정금형(1980년 ~ )은 대한민국의 행위 예술가이다. 호서대학교 연극영화과, 한국예술종합학교 무용원을 졸업하였다. 2015년에 제16회 에르메스재단 미술상을 수상하였다. 정금형은 퍼포먼스를 통하여 신체와 성, 권력과 억압에 관한 주제를 탐구한다.

## 주요 작품

### 퍼포먼스
- 피그말리온 (2005년)[2]
- 금으로 만든 인형 (2008년)[2]
- 유압진동기 (2009년)[2]
- 휘트니스 가이드 (2011년)[2]
- 심폐소생술 (2013년)[3]

### 영상
- 문방구 (2011년)[4]